# Evrychou

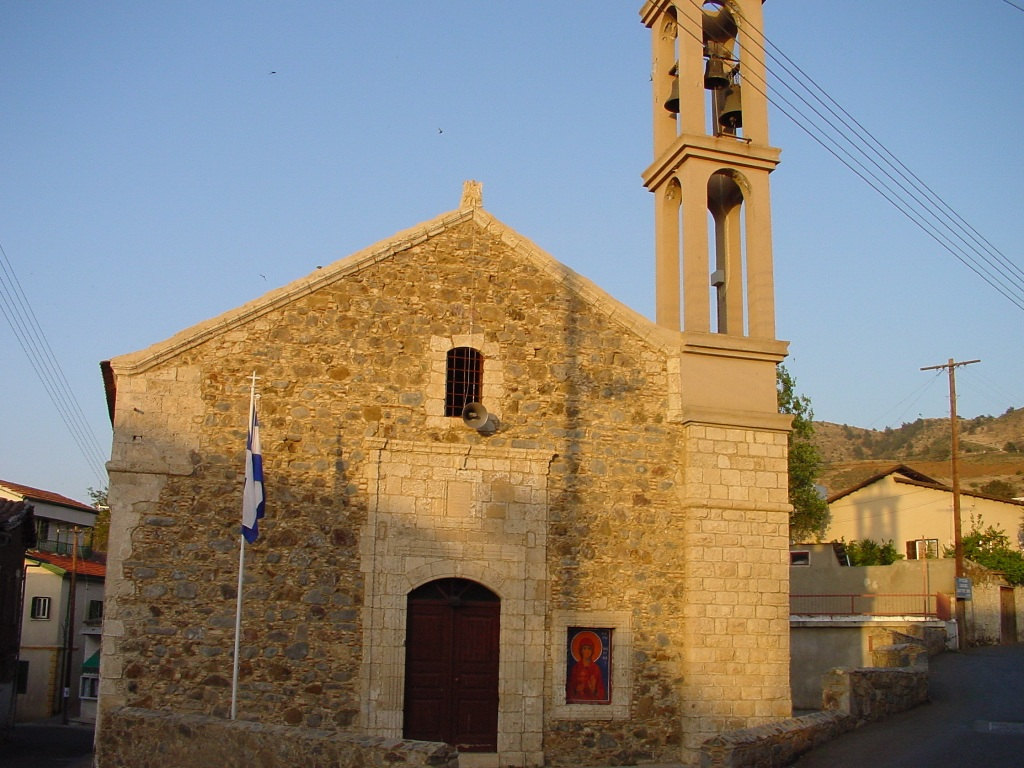
Die Kirche der Heiligen Marina in Evrychou, erbaut 1872

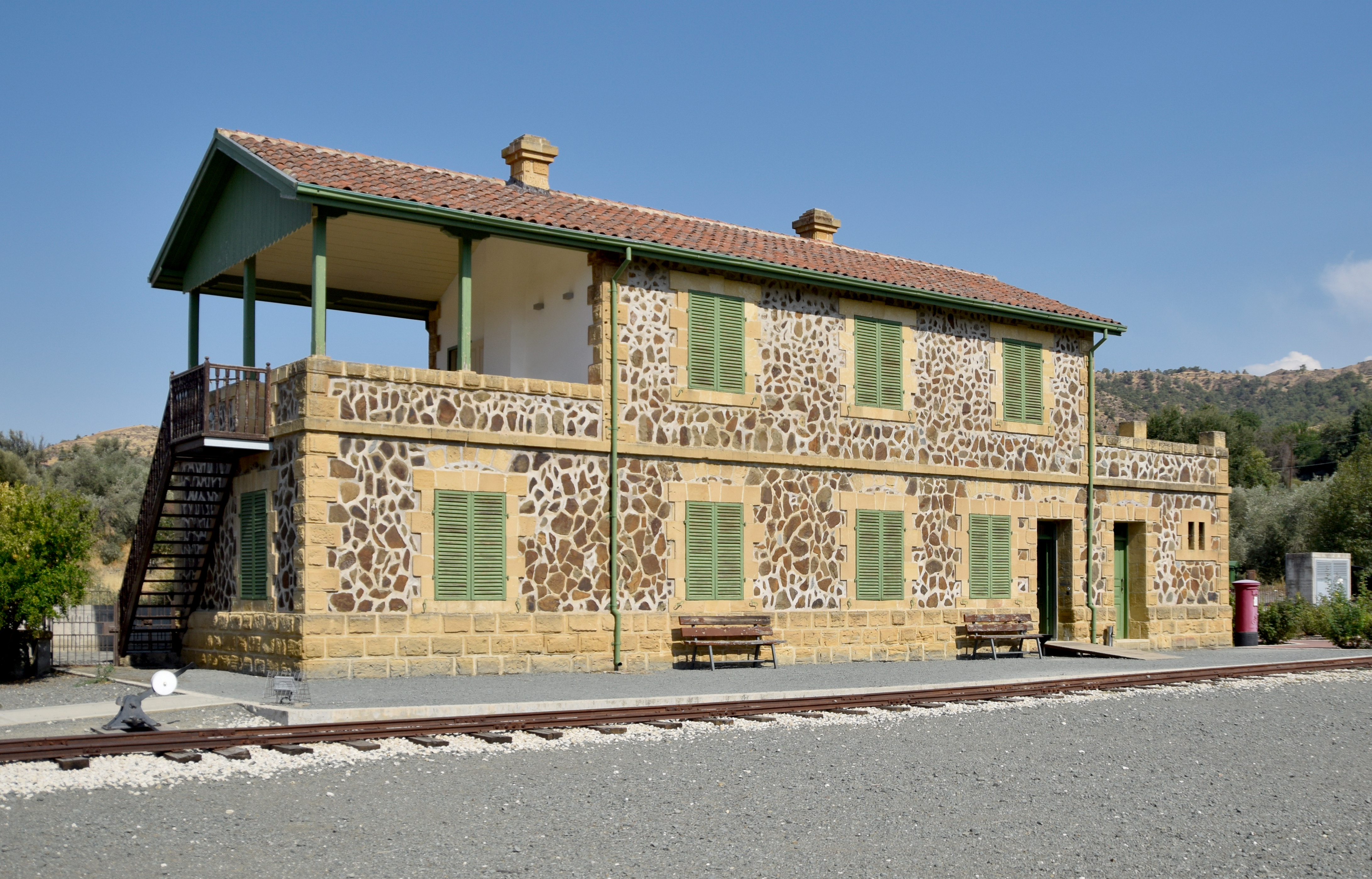
Das Eisenbahnmuseum von Evrychou

Evrychou (griechisch Ευρύχου, auch Evrykhou, Evrihu, Evrih) ist ein Bergdorf im Bezirk Nikosia auf der Mittelmeerinsel Zypern mit 859 Bewohnern. Evrychou liegt zwischen Obst- und Olivenbäumen im Solea-Tal am Fuße des Troodos-Gebirges auf gut 440 m Höhe etwa 50 km von Nikosia entfernt.
Der Ort lag von 1904 bis 1951 an der Bahnstrecke Famagusta–Morphou. Das erhaltene Bahnhofsgebäude wurde 2006 restauriert und in dem bereits 1933 stillgelegten Bahnhof wurde ein Eisenbahnmuseum eingerichtet.